# تلمبه مهندس لیاقت
تلمبه مهندس لیاقت یک منطقهٔ مسکونی در ایران است که در دهستان محمدآباد (مرودشت) واقع شده‌است. تلمبه مهندس لیاقت ۴۴ نفر جمعیت دارد.